# Hae mee

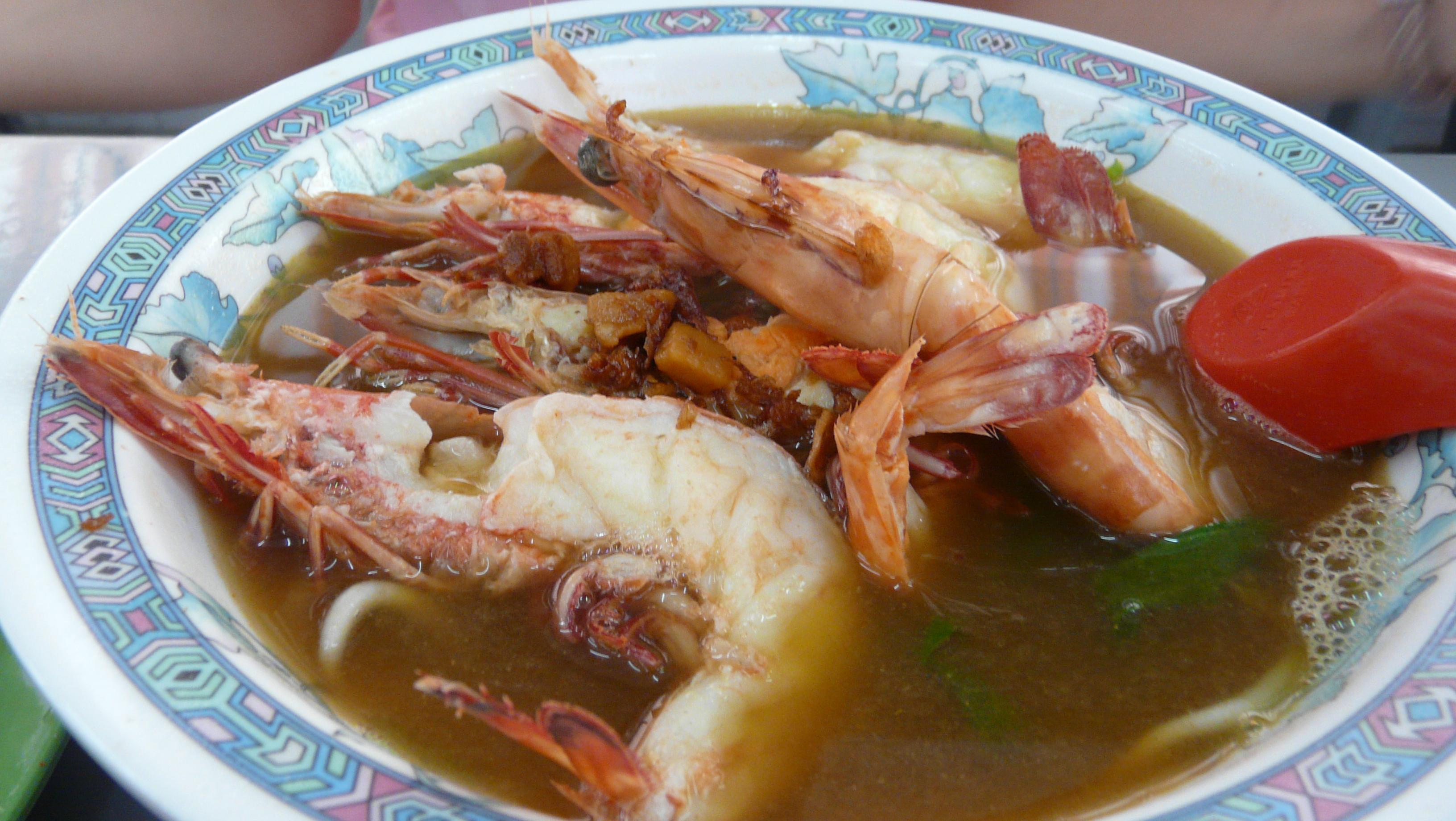
Hae mee (虾面; pinyin: xiāmiàn.

Hae mee (虾面; pinyin: xiāmiàn), o 'fideos de gambas', es una sopa de fideos muy popular en Malasia y Singapur. A veces el vocablo puede hacer referencia a un plato de fideos fritos conocido como Hokkien mee.

## Características
Los fideos de huevo se sirven sobre un recipiente con un caldo de carne muy concentrado al que se le añade gambas, rodajas de cerdo, unas rodajas de pastel de pescado y algunos brotes de soja cubierto con unas chalotas fritas y cebollas de primavera. El caldo está elaborado con pasta de gambas, diversas cabezas de langostinos y mariscos diversos, pimienta blanca, ajo y otra especies según gusto del cocinero. Tradicionalmente se añade algo de manteca a la sopa pero hoy en día es menos común debido a las preocupaciones por la salud. 